# Who See
Gli Who See sono un duo musicale hip hop montenegrino.
Il gruppo ha partecipato all'Eurovision Song Contest 2013 come rappresentante del Montenegro presentando il brano Igranka insieme a Nina Žižić.

## Formazione
- Dedduh (Dejan Dedović)
- Noyz (Mario Đorđević)

## Discografia

### Album in studio
- 2007 – Sviranje kupcu
- 2012 – Krš i drača
- 2014 – Nemam ti kad
- 2017 – Pamidore